# Roberto García (árbitro)
Roberto García (Cidade do México, 24 de outubro de 1974) é um árbitro de futebol mexicano que faz parte do quadro da Federação Internacional de Futebol (FIFA) desde 2007.

## Carreira
Roberto García foi árbitro da Copa América Centenário.

## Arbitragem na XLIV na Edição Copa América
Em 3 de junho de 2015, a Comissão de Arbitragem da Conmebol anunciou a participação como árbitro central de Roberto García Orozco, que foi acompanhado por José Luis Camargo e Marvin Torrentera na Copa América Chile 2015, que foi realizada no dia 11  de de junho a 4 de julho de 2015.